# Брежинью (Риу-Гранди-ду-Норти)
Брежинью (порт. Brejinho)  —  муниципалитет в Бразилии, входит в штат Риу-Гранди-ду-Норти. Составная часть мезорегиона Сельскохозяйственный район штата Риу-Гранди-ду-Норти. Входит в экономико-статистический  микрорегион Агрести-Потигуар. Население составляет 12 005 человек на 2006 год. Занимает площадь 58,528 км². Плотность населения — 205,1 чел./км².
Праздник города — 21 марта. 

## История
Город основан в 1963 году.

## Статистика
- Валовой внутренний продукт на 2003 год составляет 26 069 346,00 реалов (данные: Бразильский институт географии и статистики).
- Валовой внутренний продукт на душу населения на 2003 год составляет 2321,20 реалов (данные: Бразильский институт географии и статистики).
- Индекс развития человеческого потенциала на 2000 год составляет 0,625 (данные: Программа развития ООН).